# Булуг аль-Марам
Булу́г аль-Мара́м мин Ади́ллат аль-Ахка́м (араб. بلوغ المرام من أدلة الأحكام‎ — «Достижение цели в уяснении священных текстов, на которое опирается мусульманское право») — сборник хадисов, на которые опирается шариатское право, собранный Ибн Хаджаром аль-Аскаляни (1372—1448).
По словам автора во вступлении в книгу, он подверг каждый из хадисов сборника тщательному анализу, чтобы выучивший их наизусть отличался своими глубокими познаниями, и сделал всё возможное, чтобы этот труд стал полезным «как для начинающих студентов, так и для знатоков ислама».
«Булуг аль-Марам» содержит около 1,5 тыс. хадисов, скомпилированных из других сборников: «Сахиха» аль-Бухари, «Сахиха» Муслима, «Сунана» Абу Дауда, «Джами» ат-Тирмизи, «Сунана» ан-Насаи, «Сунана» Ибн Маджи, «Муснада» Ахмада ибн Ханбаля и др.

## Комментарии
- Мухаммад ибн Исмаил ас-Санани[араб.] Субуль ас-Салам[араб.].
- Аль-Хусейн ибн Мухаммад аль-Магриби Аль-Бадр ат-Тамам.
- Мухаммад ибн Салих аль-Усаймин Минхат аль-’Аллам.

## Переводы
- Bulugh Al-Maram: Attainment of the Objective According to Evidence of the Ordinances. — 1. — Dar-us-Salam, 1996.
- Кулиев Э. Р. Булуг аль-марам. Достижение цели в уяснении священных текстов, на которое опирается мусульманское право. — УММА. — 292 с. — ISBN 9785948240084.
- Siddiq A. R. Terjemah Lengkap Bulughul Maram. — Akbar Media, 2007. — 448 с. — ISBN 9789799533739.